# Zábal
Zábal (Zabal en euskera y cooficialmente) es una localidad española del municipio de Valle de Yerri (Navarra). Se sitúa cerca del centro del municipio, al sur de Arizala, capital municipal, y cerca del río Iranzu. Su población en 2017 fue de 77 habitantes (INE).

## Topónimo
Del vasco zabal, que significa ‘llano’. En la documentación antigua aparece como Caual, Sabaal, Saval, Çaual, Çaval (s. XII XIX, 1591, NEN).

## Demografía
| 2000 | 2001 | 2002 | 2003 | 2004 | 2005 | 2006 | 2007 | 2008 | 2009 | 2010 | 2011 | 2012 | 2013 | 2014 | 2015 | 2016 | 2017 |
| ---- | ---- | ---- | ---- | ---- | ---- | ---- | ---- | ---- | ---- | ---- | ---- | ---- | ---- | ---- | ---- | ---- | ---- |
| 62   | 60   | 60   | 61   | 61   | 59   | 70   | 77   | 83   | 86   | 86   | 80   | 80   | 81   | 77   | 76   | 72   | 77   |

## Arte
- Iglesia de San Clemente.
- Ermita de Nuestra Señora de Munondoa.
- Crucero de piedra de 1576.